# Tudományos Zsebkönyvtár

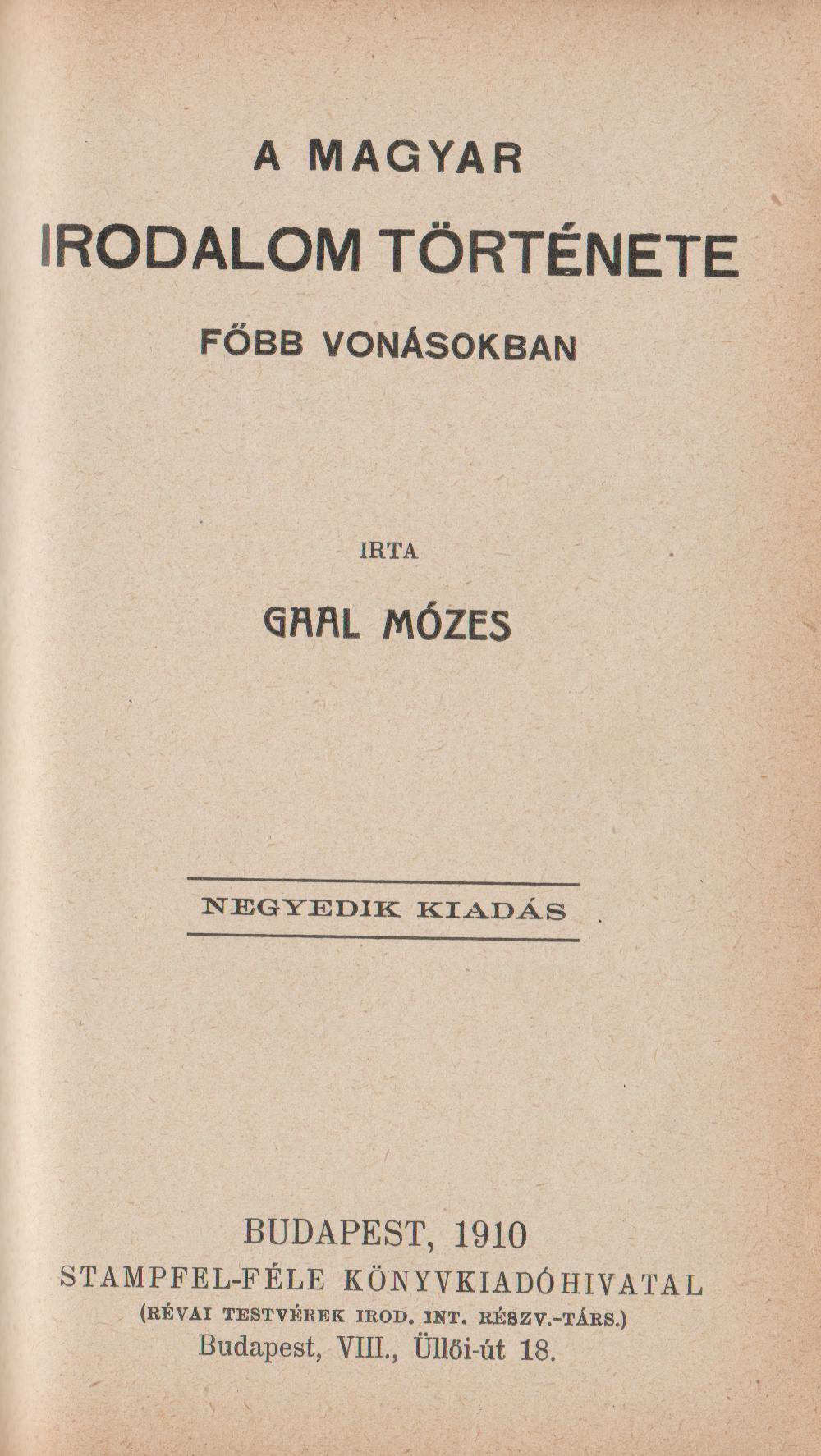
4. Gaál Mózes: A magyar irodalom története főbb vonásokban

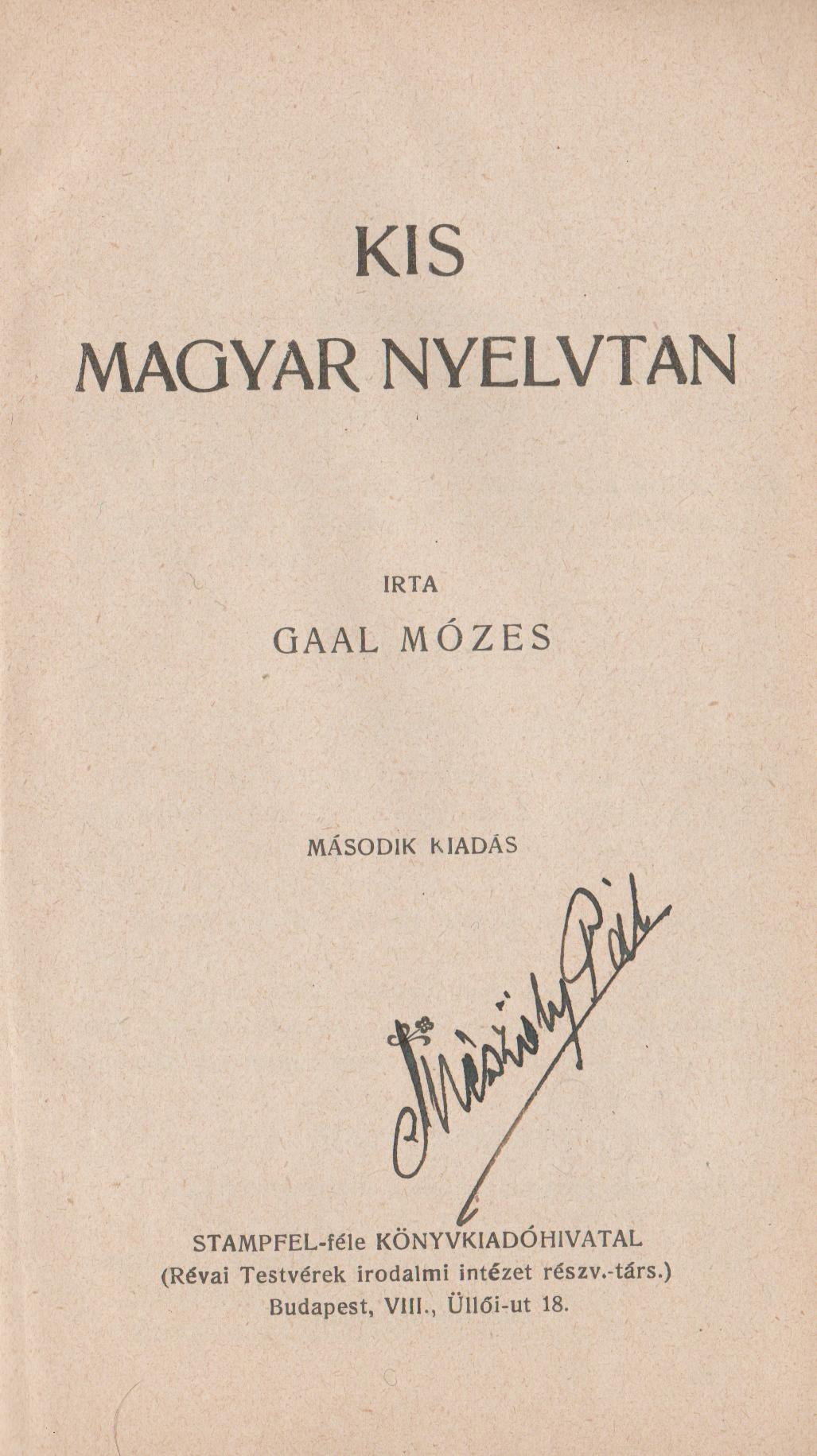
11. Gaál Mózes: Kis magyar nyelvtan

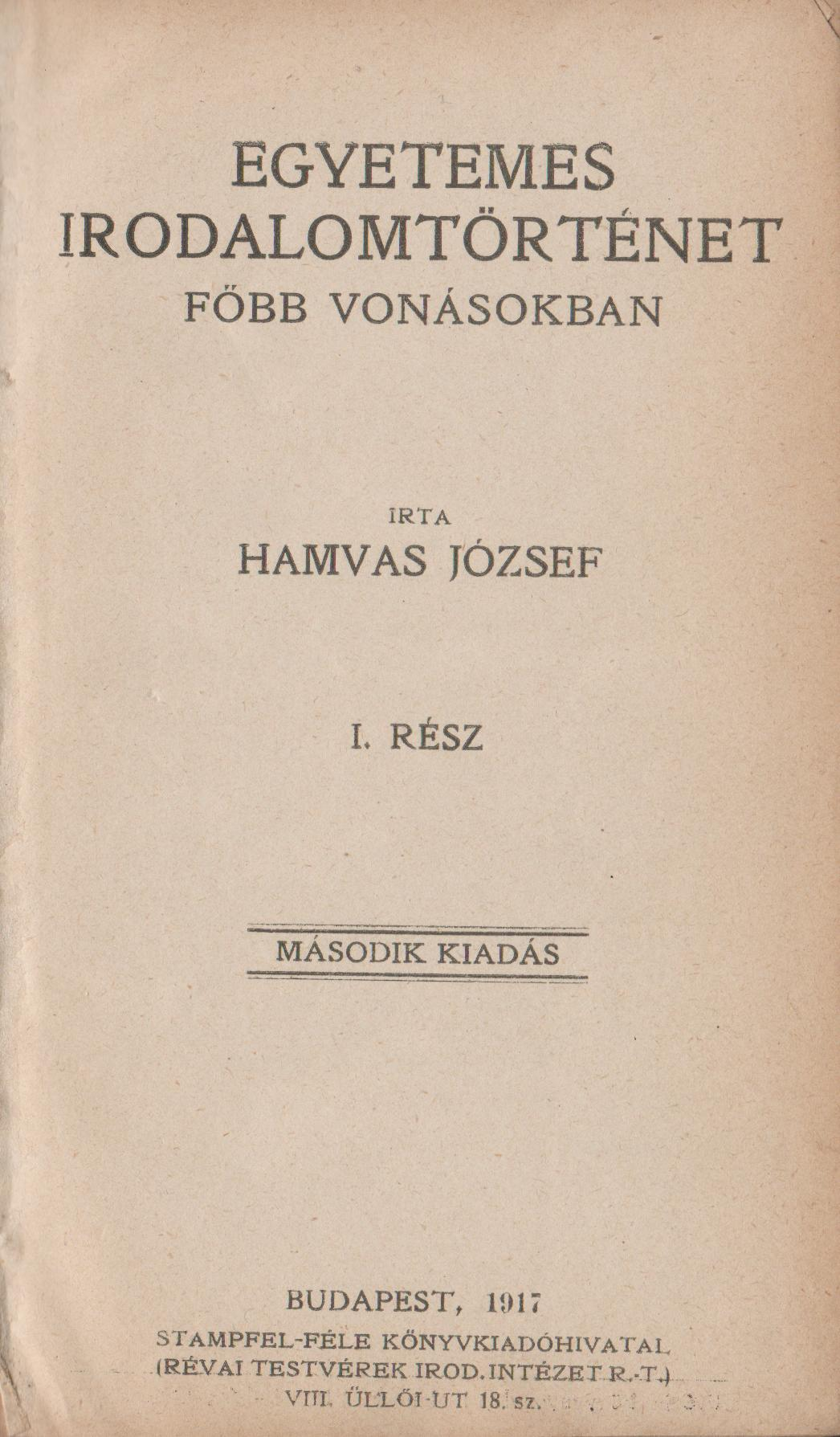
18. Hamvas József: Az egyetemes irodalomtörténet áttekintése I.

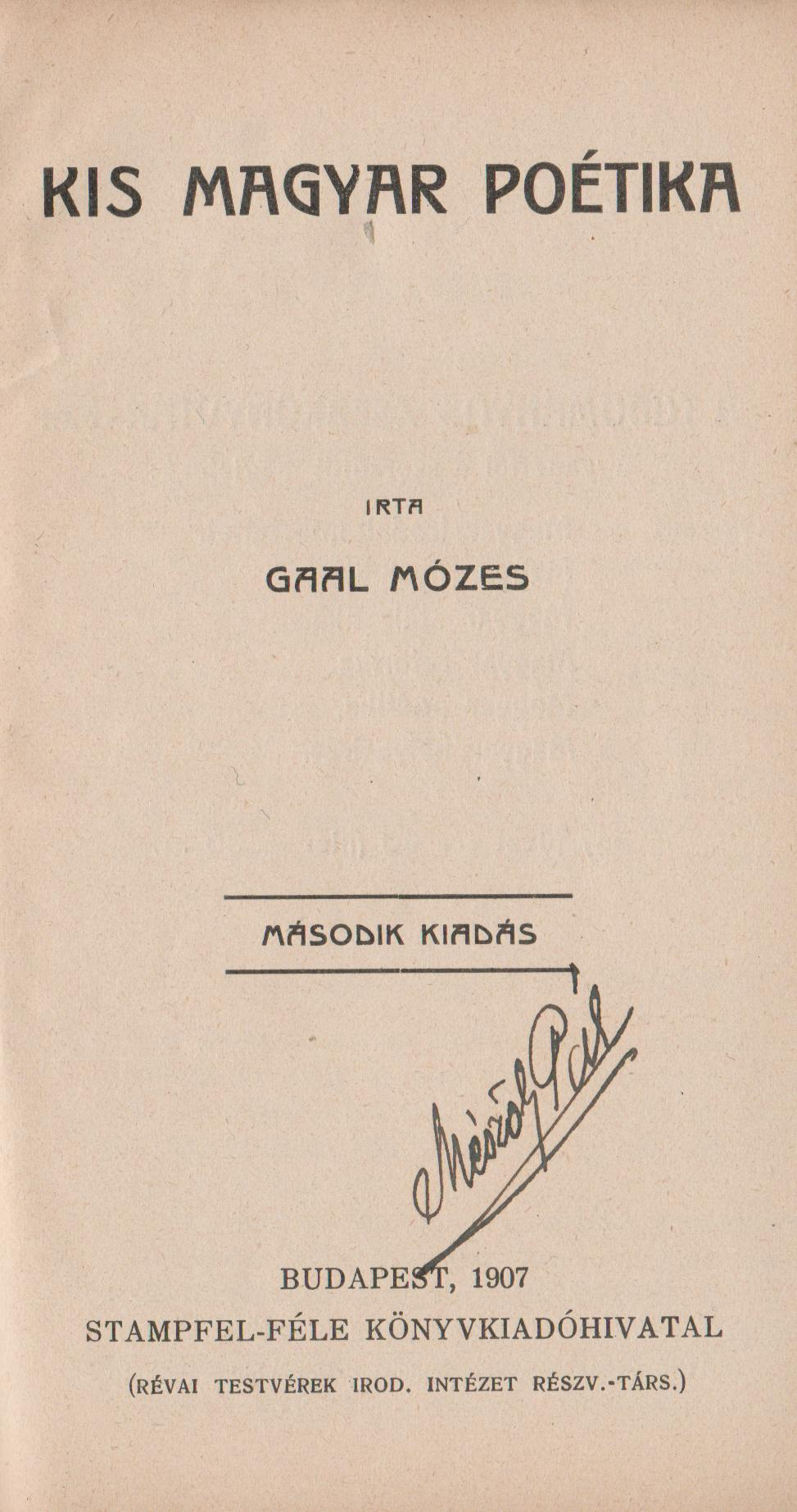
22. Gaál Mózes: Kis magyar poétika

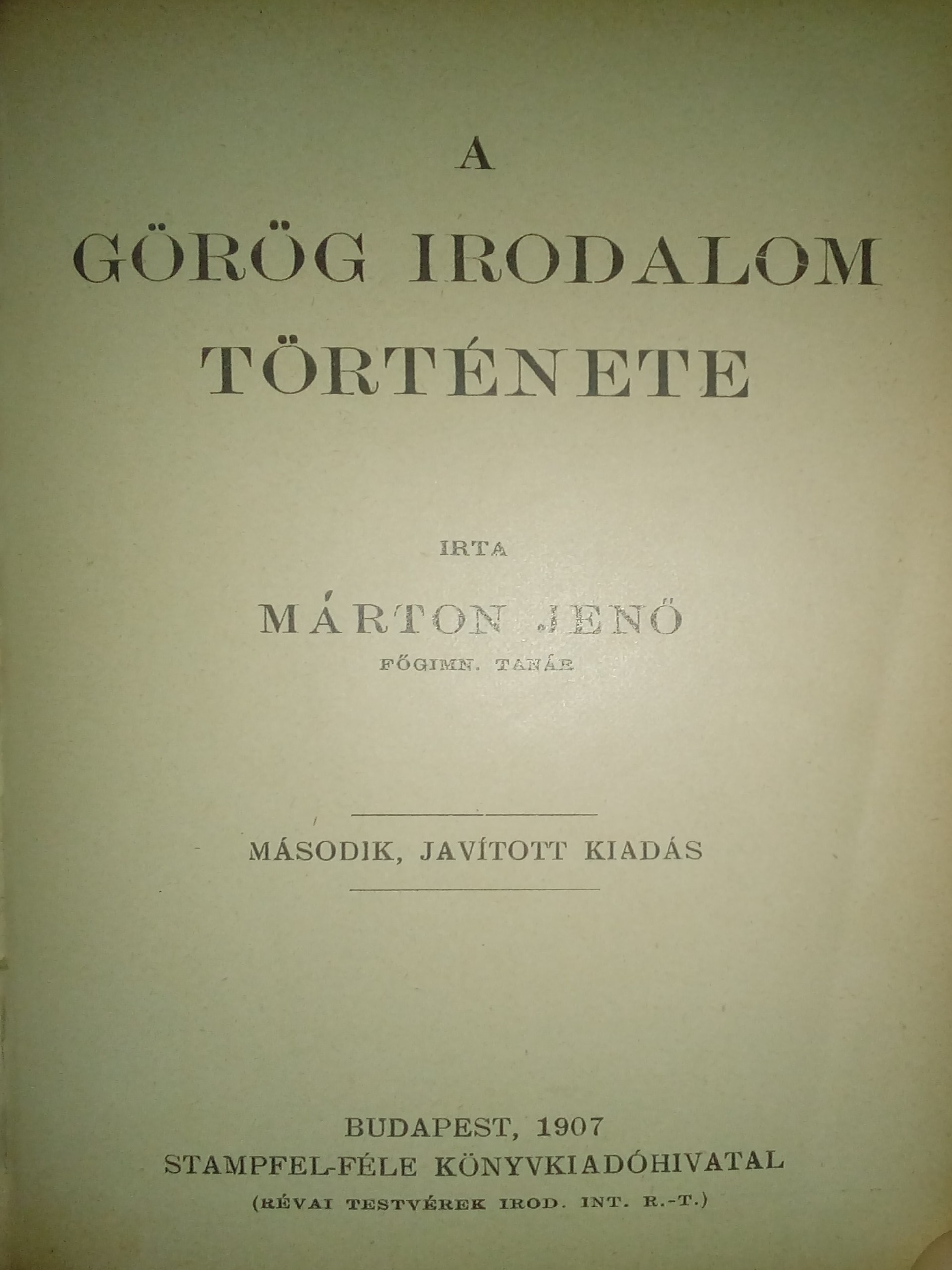
62. Márton Jenő: A görög irodalom története

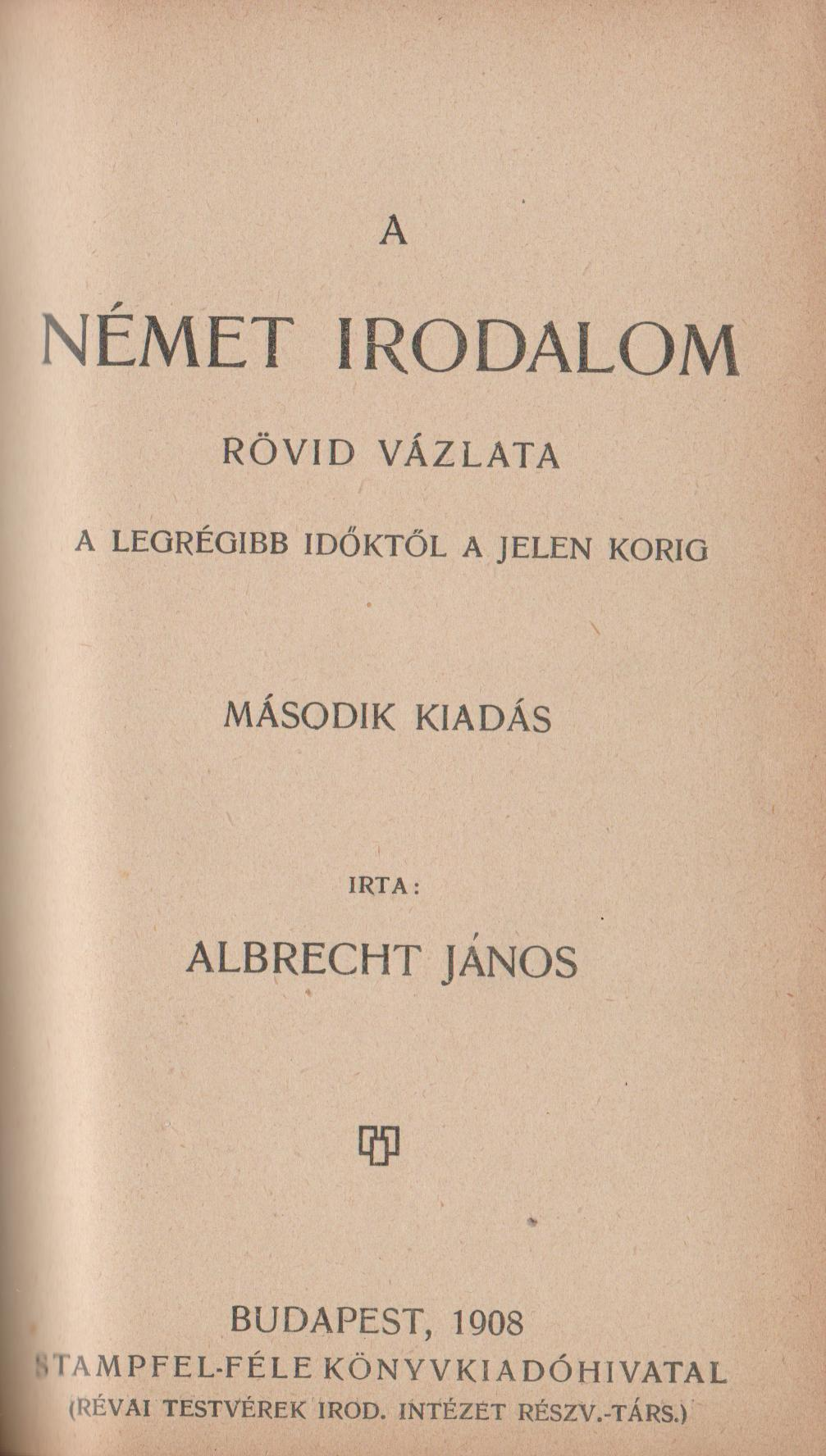
83. Albrecht János: A német irodalom rövid vázlata – A legrégibb időktől a jelen korig

A Tudományos Zsebkönyvtár egy 19. század végi – 20. század eleji enciklopédikus jellegű könyvsorozat volt, amely különböző tudományok, szakmák, művészetek, és egyéb művelődési területek ismeretanyagát igyekezett rövid (60–100 oldalas), közérthető stílusban megírt kis könyvekben a magyar közönség számára elérhetővé tenni. A sorozatot a Stampfel-féle Könyvkiadóhivatal adta ki 1898 és 1913 között. Némelyik kötet több kiadásban is megjelent, illetve a nagyobb terjedelmű műveknek több egymás melletti sorszámot is kiosztottak (pl. 121–123). 
Az Arcanum.hu digitalizálta az egész sorozatot. Egyes kötetek a Magyar Elektronikus Könyvtár és a REAL-EOD honlapjáról is elérhetőek (ld. alább a listában). A szolgáltatás költségtérítéses formában vehető igénybe. A köteteknek ugyanakkor fakszimile kiadása nincs.
A Révai egyes köteteket újra kiadott az 1920-as években, az eredeti sorozatszám meghagyásával. 

## Részei
A sorozat a következő műveket tartalmazta (első kiadásuk évével): 
- 1. Hickmann A. L. és Péter János. Földrajzi és statisztikai tabellák. (63 l.) 1898
- 2. Lévay Ede, dr. Arithmetikai és algebrai példatár. 2200 feladat. (83 l.) 1898
- 3. Schmidt Márton, dr. Kis latin nyelvtan. (71 l.) 1898
- 4. Gaal Mózes. A magyar irodalom története főbb vonásokban. (67 l.) 1898. Kéky Lajos (szerk.): A magyar irodalom története. 1929
- 5. Schmidt Márton, dr. Görög nyelvtan. (80 l.) 1898
- 6. Pröhle Vilmos, dr. Francia nyelvtan. (76 l.) 1898.  4. kiadás (1928)
- 7. Pröhle Vilmos, dr. Rendszeres angol nyelvtan iskolai és magánhasználatra. (77 l.) 1898
- 8. Bozóky Alajos, dr. Római magánjog. Instittutiók. (73 l.) 1898
- 9. Bozóky Alajos, dr. Római magánjog. II. Pandekták. (74 l.) 1899
- 10. Bozóky Alajos, dr. Magyar kath. egyházi jog. (77 l.) 1899
- 11. Gaal Mózes. Kis magyar nyelvtan. (61 l.) 1899
- 12. Gaal Mózes. Kis magyar stilisztika. Szerkesztéstan és verstan. (62 l.) 1899
- 13. Gaal Mózes. Kis magyar rhetorika. (57 l.) 1899
- 14. Lévay Ede, dr. A sík trigonometriája példatárral. Gymnasium és reáliskolai tanulók számára, továbbá magánhasználatra. 18 ábrával és 730 feladattal. (71 l.) 1899
- 15. Schmidt Márton, dr. Római régiségek. (78 l.) 1899
- 16. Cseh Lajos. Magyarország oknyomozó története rövid előadásban. (73 l.) 1899
- 17. Stirling Sándor, dr. A kereskedelem története főbb vonásokban. (81 l.) 1899
- 18. Hamvas József. Az egyetemes irodalomtörténet áttekintése. I. rész. A legrégibb időktől az akademizmus koráig. (80 l.) 1899
- 19. Hamvas József. Az egyetemes irodalomtörténet áttekintése. II. rész. Az akademizmsutól a romanticizmusig. (8 l.) 1899
- 20. Hamvas József. Az egyetemes irodalomtörténet áttekintése. III. rész. A romanticizmustól a jelenkorig. (80 l.) 1899
- 21. Gratz Gusztáv, dr. Nemzetközi jog. (73 l.) 1899
- 22. Gaal Mózes. Kis magyar poétika. (61 l.) 1899
- 23. Lévay Ede, dr. Planimetria példatárral. 70 ábra, 380 feladat. (76 l.) 1899
- 24. Márton Jenő A római nemzeti irodalom története. (72 l.) 1899
- 25. Albrecht János. Kis német nyelvtan. (83 l.) 1899
- 26. Pröhle Vilmos, dr. Rendszeres oszmán-török nyelvtan. (96 l.) 1899
- 27–30. Koós Gábor, dr. az árúisme kis lexikona, tekintettel a vegytani és mecanikai technologiára. (351 l.) 1899
- 31–34. Katona Mór, dr. A mai érvényű magyar magánjog vezérfonala. (274 l.) 1899
- 35. Lévay Ede, dr. Számtan. (79 l.) 1899
- 36. Polikeit Károly. Ötjegyű logarithmus táblák. (96 l.) 1899
- 37–38. Darnay Kálmán. Magyarország őskora. 7 képes tábla és 151 a szöveg közé nyomott ábrával. (143 l.) 1899
- 39–40. Atzél Béla, dr. Magyar büntetőjog. (16r l.) 1899
- 41–42. Atzél Béla, dr. A bűnvádi perrendtartás (1896: XXXIII. t.-c.) Kiegészítve az esküdtbiróságokról (1897: XXXIII. t.-c.) és a bűnvádi perrendtartás életbeléptetéséről (1897: XXXVI.) szóló törvénycikkekkel. (171 l.) 1899
- 43. Cserey Adolf, dr. Kis növénygyüjtő. (78 l.) 1900
- 44. Lévay Ede, dr. Algebra. (80 l.) 1899
- 45. Gaal Mózes. A magyar helyesirás törvényei, gyakorlati példákkal és a helyesírás rövid szótárával. (59 l.) 1900
- 46. Kolbai Arnold. Ábrázolástan. (88 l.) 1900
- 47. Kolbai Arnold. Ábrázolástan. 2. füzet. Rajzok az ábrázolástanhoz. (14 rajzlap.) 1900
- 48–49. Cserey Adolf, dr. Kis növényhatározó, vagyis a hazánkban vadon termő és néhány kultivált magvas növény neveinek kikeresésére szolgáló útmutató. Számos képpel. (189 l.) 1900
- 50. Lévay Ede, dr. Stereometria és sphaerikus trigonometria példatárral. 355 feladat. (77 l.) 1900
- 51. Cseh Lajos. Világtörténelem. I. rész. Ó-kor. (80 l.) 1900
- 52–53. Boros Rudolf. Stilisme. 134 ábrával. (152 l.) 1900
- 54. Bódogh János. Levelező gyorsirás. (Gabelsberger–Markovits rendszer.) (76 l.) 1900
- 55. Falcsik Dezső, dr. Magyar közigazgatási jog. (96 l.) 1900
- 56. Gratz Gusztáv, dr. Alkotmánypolitika. (72 l.) 1900
- 57., 57/a. Bartha Béla, dr. A magyar pénzügyi jog vázlata. (42 l.) 1900
- 58. Hegedűs Sándor Általános földrajz. (77 l.) 1900
- 59. Somló Bódog, dr. Ethika. (61 l.) 1900
- 60. Cserey Adolf, dr. Ásványhatározó, vagyis a hazánkban gyakrabban előforduló s néhány idegen ásvány keresésére szolgál...
- 61. Goll János. Általános zeneműszótár. (65 l.) 1900
- 62. Márton Jenő. A görög irodalom története. (86 l.) 1900
- 63., 64. Mihalik József. A zománc. Szöveg közé nyomott ábrákkal. (141 l.) 1901
- 65. Bódogh János. Vita-gyorsirás. (Gabelsberger–Markovits-rendszer.) (71 és 1 l.) 1900
- 66. Berényi Pál, dr. A magyar váltójog. (72 l.) 1900
- 67. Cseh Lajos. Világtörténelem. II. rész. Középkor. (80 l.) 1900
- 68., 69. Boros Rudolf. A rajzolás vezérfonala. 88 ábrával. (175 l.) 1900
- 70–72. Losonczi Lajos, dr. Mythologia. (238 l.) 1900
- 73. Goll János. Általános zenetan (96 l.) 1901. 2. kiadás. (103 l.) 1906
- 74. Berényi Pál dr. Államszámviteltan. (69 l.) 1901
- 75. Somló Bódog dr. Jogbölcselet. (62 l.) 1901
- 76. Cserey Adolf dr. Rovargyüjtő. Vagyis a rovarok megismerése és begyüjtésére szolgáló útmutató. Több rajzzal. (57 l.) 1901
- 77. Schwicker Alfréd. Chemia. I. Szervetlen rész. (72 l.) 1901. 2. kiadás. (78 l.) 1907
- 78. Lévay Ede dr. Physikai repetitorium. I. Mechanika. 45 ábrával. 81 l.) 1901. 2. kiadás. (88 l.) 1907
- 79. Somló Bódog dr. Sociologia. (65 l.) 1901
- 80. Schmidt Márton dr. Logika. (64 l.) 1901
- 81. Lévay Ede dr. Physika repetitorium. II. Akustika. Optika. Hőtan. 45 ábrával. (86 l.) 1901
- 82. Matakovszky Béla. Áruüzleti szokások. (68 l.) 1901
- 83. Albrecht János. A német irodalom rövid vázlata, a legrégibb időktől a jelen korig. (79 l.) 1901
- 84. Berényi Pál dr. Kereskedelmi jog. (88 l.) 1901. 2. kiadás. (93 l.) é. n.
- 85. Lévay Ede dr. Physikai repetitorium. III. Elektromosság és mágnesség. 30 ábrával. (77 l.) 1901. 2. kiadás. (79, 1 l.) 1907
- 86. Bozóky Endre dr. Kosmografia. (A világegyetem rövid leírása.) 31 ábrával. (69 l.) 1901
- 87–89. Cserey Adolf dr. Lepkehatározó. Vagyis hazánkban előforduló nagy lepkék nemeinek és gyakrabban előforduló fajainak megismerésére szolgáló útmutató. Számos képpel. (161 1. és 12 színes tábla.) 1901
- 90–91. Ottó József dr. A testgyakorlás alapelemei. 67 ábrával. (128 l.) 1901
- 93. Schwicker Alfréd. Chemia. II. Szerves rész. 11 ábrával. (61 l.) 1901. 2. kiadás. (68 l.) é. n.
- 94. Cseh Lajos. Világtörténelem. III. rész. Új-kor és legújabb-kor. (96 l.) 1901. 2. kiadás. (102 l.) 1907
- 95. Lévay Ede dr. Analytikai síkmértan. 22 ábrával. 250 feladat. (64 l.) 1901
- 96–98. Cserey Adolf dr. Bogárhatározó. Vagyis hazánkban gyakrabban előforduló bogárnemeknek és a gyakori, valamint monotyp fajoknak megismerésére szolgáló útmtuató. 4 színezett táblával. (221 l.) 1901
- 99. Bozóky Endre dr. Kis meteorologia. Meteorologiai észlelések, klimatologia és időprognosis. 14 ábrával. (76 l.) 1901
- 100. Bartha József dr. A magyar művelődés története. (77 l.) 1901
- 101. Wonaszek A. Antal dr. Astronomia. 16 ábrával. (77 l.) 1902
- 102. Kun Béla dr. Bevezetés a jog- és államtudományokba. (68 l.) 1902
- 103. Juhász Kálmán. Banktechnika. (70 l.) 1902
- 104. Berényi Pál dr. Kereskedelemisme. (70 l.) 1902
- 105. Cs. Papp József dr. Gyakorlati olasz nyelvtan. (77 l.) 1902
- 106. Sajóhegyi Béla. Fotografálás. 177 l.) 1902
- 107. Rakodczay Pál. Dramaturgia. (69 l.) 1902
- 108. Lósy József. Anthropologia. (Embertan.) 19 ábrával. (81 l.) 1902
- 109. Schmidt Márton dr. Lélektan. (68 l.) 1902
- 110. Bozóky Endre dr. Physikai zsebkönyv. A physika alapfogalmainak, törvényeinek, legkiválóbb kísérleteinek és kísérleti eredményeinek rövid áttekintése. Számos ábrázattal. (84 l.) 1902
- 111. Albrecht János. Német helyesírás. Szabályok és szólajstrom. A hivatalos helyesírás alapján. (80 l.) 1902
- 112. Mikola Sándor. Mathematikai szünórák. Érdekes mathematikai esetek, játékok és feladatok gyüjteménye. 1. füzet. (61. 68 l.) 1902
- 113. Bartha József dr. Aesthetika. (61 l.) 1902
- 114. Mikola Sándor. Mathematikai szünórák. Érdekes mathematikai esetek, játékok, és feladatok gyüjteménye. 2. füzet. /68 l.) é. n.
- 115. Lévay Ede dr. Algebrai példatár. 2., bővített kiadás. (80 l.) 1902. 3. kiadás. (82 l.) 1906
- 116. Schmidt Márton dr. Görög régiségek. 14 ábrával. (88 l.) 1903
- 117–118. Perényi József dr. id. Az állatok fejlődése. (Tekintettel az emberre.) Első rész: Általános fejlődéstan. (118 l.) 1903
- 119–120. Hörk József. Magyar protestáns egyházjog. (130 l.) 1902
- 121–123. Cserey Adolf dr. Gombaisme. 40 színezett és 15 színezetlen képpel. (126 l.) 1903
- 124. Perényi József dr. id. Az állatok fejlődése. (Tekintettel az emberre.) 2. rész: Részletes fejlődéstan. (75 l.) 1903
- 125. Lechner Jenő. Építési enciklopedia. Első rész: Kőszerkezetek. 86 ábrával. (85 l.) 1903
- 126. Perényi József dr. idősb. Az állatok fejlődése. (Tekintettel az emberre.) III. rész. Az állati szervek fejlődéstana. (77 l.) 1903
- 127. Lechner Jenő. Építési enciklopedia. II. rész. Faszerkezetek. 82 ábrával. (68 l.) 1903
- 128. Cserey Adolf dr. Kis ásványtan. 32 színezett és 36 színezelen képpel. (64 l.) 1903
- 129. Lechner Jenő. Építési enciklopédia. III. r ész: Vasszerkezet. 31 ábrával. (64 l.) 1903
- 130. Lechner Jenő. Építési enciklopédia. IV. rész: Épületek felszerelése. 34 ábrával. (67 l.) 1903
- 131–132. Serey Adolf dr. A növények természetrajza. 65 színezett és 35 színezetlen képpel. (131 l.) 1903
- 133. Balogh Arthur dr. Magyar közjog. (60 l.) 1903
- 134–135. Cserey Adolf dr. Az állatok természetrajza. 86 képpel. (1581.) 1903
- 136. Katona Mór dr. A magyar bányajog vázlata. (69 l.) 1903
- 137. Pataki Simon. Kereskedelmi földrajz. (68 l.) 1903
- 138. Balogh Arthur dr. Alkotmánytan. (58 l.) 1903
- 139. Cserép József dr. Latin stilisztika. (60 l.) 1903
- 140–141. Pajor Ernő dr. Magyar polgári perrendtartás. (136 l.) 1903
- 142–143. Bozóky Endre. Az elektrotechnika vázlatos áttekintése. 110 ábrával. (139 l.) 1903
- 144. Derzsib Béla. Kereskedelmi számtan. (85 l.) 1903
- 145–146. Kenéz Béla dr. A statisztika elmélete. (123 l.) 1903
- 147–148. Nemes Mihály. A magyar jelmez és fejlődése dióhéjban. (104 1. képekkel.) 1903
- 149. Wildner Ödön dr. Társadalmi gazdaságtan. I. (elméleti) rész. (721.) 1903
- 150. Wildner Ödön dr. U. a. II. rész. Társadalmi gazdasági politika. (80 l.) 1903
- 151. Balogh Arthur dr. Közigazgatástan. (60 l.) 1903
- 152–153. Sajóhelyi Frigyes. Geologia. I. Általános rész. Dinamikai geologia és petrografia. (147 l.) 1904
- 154–155. Sajóhelyi Frigyes. Geologia. II. A föld története. Sztratigrafia és palaeontológia. (164 l.) 1904
- 156–157. Serédi Lajos dr. A filozófia története. (164 l.) 1904
- 158. Lévay Ede dr. Geometriai példatár. (74 l.) 1904
- 159–160. Trautmann Henrik. Könyvvitel. (172 l.) 1904
- 161–162. Heinrich Károly dr. Kereskedelmi levelezés. (172 l.) 1910
- 163. Perjessy László. Politikai számtan. (68 l.) 1904
- 164. Bedő Mór dr. Telekkönyv. (68 l.) 1904
- 165–167. Schmidt Márton dr. Képes atlasz a görög és római régiségekhez. (45 1. és 90 tábla.) 1904
- 168–169. Sebetič Raimund. A kardvívás. 30 ábrával. 3 kiadás. (126 l.) 1904
- 170. Sebetič Raimund. Párbajszabályok. 5. kiadás. (59 l.) 1904
- 171–172. Weszely Ödön dr. Pedagógia. Nevelés- és tanítástan. (168 l.) 1905
- 173. Fejes Áron. A magyar helyesírás szabályai. (Szójegyzékkel) iskolai és magánhasználatra a helyesírásra vonatkozó miniszteri rendelet alapján. (94 l.) 1905
- 174–177. Kenéz Béla dr. Magyarország népességi statisztikája. (310 l.) 1906
- 178–179. Atzél Béla dr. A kihágások könyve. (181 l.) 1906
- 180–182. Gratz Gusztáv dr. Nemzetközi jog. 2. kiadás. (150 l.) 1906
- 182–183. Barabás József dr. Népszerű egészségtan. (144 l.) 1906
- 184–186. Cupcea Péter. Teljes román nyelvtan. Alaktan és mondattan, fordítási gyakorlatokkal. Magyar-román és román-magyar kis szótárral. (248 l.) 1906
- 187–188. Kovács Gábor dr. Pénzügytan. Államgazdaságtan. (112 l.) 1906
- 189–191. Atzél Béla dr. Az ausztriai általános polgári törvénykönyv. Jegyzetekkel és utalásokkal ellátva. (244 l.) 1906
- 192–193. Rubinyi Mózes dr. Általános nyelvtudomány. (114 l.) 1907
- 194. Atzél Béla dr. Kereskedelmi vétségek. A kereskedelmi bíróságok hatáskörébe utalt vétségek eseteiben követendő eljárás. (63 l.) 1907
- 195. Szelényi Ödön dr. A filozófia alapfogalmai. (80 l.) 1907
- 196–198. Myskovszky Ernő. A magyar képzőművészet története. (154 l.) 1906
- 199–200. Cserey Adolf dr. Növénytani kifejezések betűrendes ismertetése, kiegészítésül a növényhatározóhoz. Számos ábrával. (125 l.) 1907
- 201–203. Kovács Gábor dr. A szociálizmus. (231 l.) 1907
- 204–206. Maróczy Géza. A sakk. Útmutatás a sakkjáték megtanulására. (176 l.) 1907
- 207. Lévay Ede dr. Fizikai példatár. I. sorozat. Feladatok a mechanika, akusztika és optika köréből. (68 l.) 1909
- 208. Lévay Ede dr. Fizikai példatár. II. sorozat. Feladatok a hőtan, mágnesség és elektromosság köréből. (63 l.) 1909
- 209–212. Péterfi Tibor dr. Szövettan. Sejttan, általános fejlődéstan, általános szövettan, az idegrendszer és az érzékszervek szövettanának kivételével. (IV. 290 l.) 1909
- 213–215. Hevesi Sándor dr. A színjátszás művészete. (208 l.) 1908
- 216–218. Hevesi Sándor dr. Az előadás művészete. (208 l.) 1908
- 219 Péterfi Tibor: Az idegrendszer és az érzékszervek szövettana. [1911.] 64 l.
- 220. Wirker János: A feminizmus. [1912.] 64 l.
- 221. Réti Hugó: Német levelező gyorsírás. (Gabelsberger-rendszer.) 1913. 80 l.
- 222–223. Schneider Árpád Roland: Önműködő kézi lőfegyverek. 1912. 120 [1] l.
- 224–225. Müller Félix: Vasbetonszerkezetek a magasépítészetben. [1913.] 152 l.
- 226–227. Baumgartner Alajos: A fizika története. 1913. 156 l.
- 228–231. Térfi Gyula: A polgári perrendtartás (1911: t.-c.) és az életbeléptetéséről szóló törvények. (1912: LIV., LV. t.-c.) 297 l.
- 232-233. Horváth Jebő: Módszeres világtörténelem : főiskolai hallgatók részére. (1924)

## Külső hivatkozások
- A sorozat digitalizált kötetei a REAL-EOD-ban